# Марис Кучинскис
Марис Кучинскис (на латвийски: Māris Kuchinskis) е латвийски политик, министър-председател на Латвия от 11 февруари 2016 до 23 януари 2019

## Биография
Кучинскис е роден на 28 ноември 1961 г. във Валмиера, Латвия. Марис Кучинскис е роден на 28 ноември 1961 г. в селището Кирбижи в област Лимбажи на Латвийската съветска социалистическа република. След като завършва училище в Кирбижи, той се премества в град Валмиера, където учи в средно училище №4 (1977 – 1980 г.). След това започва да работи като икономист във финансовия отдел на „The Valmiera Board of People's Deputies“. От 1981 г. служи в съветската армия и след това встъпва във Факултета по управление и икономическа информация на Латвийския държавен университет. В същото време, от 1984 г. той започва да работи като главен счетоводител в завода „Валмиера“ за противопожарно оборудване.
През 1987 г. Кучинскис е поканен да стане главен икономист в районния жилищен и комунален отдел на „The Valmiera Board of People's Deputies“. През 1991 г. основава частната фирма „Апгадс ООД“, специализирана в търговията със строителни материали. Работил е там като заместник-директор до 1994 г. и като директор от 1997 – 1998 г.
Докато е на почивка от политическата дейност от ноември 2011 г., Кучинскис е съветник на заместник-изпълнителния директор на Асоциацията на по-големите латвийски градове. Тази организация се присъединява към 9 латвийски града с републиканско подчинение.